# 兰切斯特 (怀俄明州)
兰切斯特（英語：Ranchester），是美国怀俄明州谢里敦县（Sheridan）下属的一座城市。该市的人口在2000年为701人，2010年有855，2011年则估计有860人。